# 龍巖 (公司)
龍巖股份有限公司（英語：Lungyen Life Service Corporation, Ltd.）簡稱：龍巖，是臺灣一家經營喪葬事業的企業，由李世聰成立於1992年。其以「生命禮儀」為號召，在臺灣首創一條龍式的喪葬服務；除了建築精緻化的墓園設施外，還在臺灣首創「生前契約」的服務。

## 墓園
- 龍巖白沙灣陵園（安樂園）
  - 真龍殿生命紀念館
  - 光之殿堂 世紀陵園
- 龍巖福田陵園
  - 福田生命紀念館
- 龍巖富岡陵園（富貴山莊墓園）
- 龍巖寶山陵園
- 龍巖嘉雲生命紀念館
- 龍巖安泰陵園
- 龍巖蓮園生命紀念館

由日本建築師安藤忠雄設計的「光之系列」光之迴廊、光之丘等生命紀念館建築工程亦陸續推進。其中安藤忠雄台灣首座綠建築—光之境服務中心已於2023年2月正式啟用。

## 歷史
- 2002年4月，龍巖真龍殿啟用，是臺灣第一座採用SRC鋼骨建造的生命紀念館。
- 2005年12月，龍巖人本（原龍巖公司法人）買下股票上櫃營建業者大漢建設近4成股權。2006年2月，大漢建設召開臨時股東會，龍巖集團取得大漢建設五席董事[2]。2010年8月，大漢建設宣布合併持股七成五的龍巖[3]。
- 2009年4月，龍巖人本與日本建築師安藤忠雄簽約，安藤忠雄為龍巖設計全台數座「光之系列」生命紀念館和殯儀會館。
- 2011年3月，龍巖人本與大漢建設合併，大漢建設為存續公司，但以「龍巖」為合併後的公司名稱。經過此次合併，龍巖不只從殯葬業踏入建築業，也成為臺灣第一家股票上櫃的殯葬業者[4]。
- 2017年3月，龍巖與歐力士正式策略聯盟，歐力士亞洲資本將認購龍巖的私募案及可轉換公司債，總計金額高達新臺幣44.17億元；若可轉換公司債全數轉換，歐力士亞洲資本將擁有龍巖15%股權[5]。
- 2017年8月，龍巖與遠洋集團策略聯盟的龍洋生命合資開發溫州瑞安陵園；第一期已於2019年第4季完工[6]。
- 2020年9月，龍巖任命新任總經理王群中，希望能借重其專才，開創新的營運管理模式，讓科技與人性結合帶動生命服務升級，並加速系統優化與組織成長，協助龍巖持續加速企業升級及永續發展[7]。
- 2020年12月，龍巖董事會選任Kelly Lee(李世聰女兒)擔任董事長，將與王群中推動企業升級。
- 2022年3月，龍巖30週年，推出全新品牌形象影片，傳遞嶄新人生價值觀[8]。
- 2023年2月，安藤忠雄在台灣首座綠建築作品—龍巖光之境服務中心正式啟用。
- 2023年3月，3月8日龍巖集團創辦人總裁李世聰辭世，享壽65歲。[9]

## 獎項
| 年份       | 獲提名 | 獎項                                               | 結果 |
| ---------- | ------ | -------------------------------------------------- | ---- |
| 2012年1月  |        | iF產品設計獎中企業建築與公共空間傳達媒介獎         | 獲獎 |
| 2014年10   |        | 全國商業總會金商獎第68屆中華民國優良商人獎         | 獲獎 |
| 2014年10月 |        | 全國商業總會金商獎第69屆中華民國優良商人獎         | 獲獎 |
| 2015年6月  |        | 證交所第一屆公司治理評鑑，公司治理前5%之優良企業獎 | 獲獎 |
| 2016年4月  |        | 證交所第二屆公司治理評鑑，公司治理前5%之優良企業獎 | 獲獎 |
| 2017年4月  |        | 證交所第三屆公司治理評鑑，公司治理前5%之優良企業獎 | 獲獎 |
| 2017年8月  |        | 天下雜誌天下企業公民小巨人獎                       | 獲獎 |
| 2018年5月  |        | 證交所第四屆公司治理評鑑，公司治理前5%之優良企業獎 | 獲獎 |
| 2019年5月  |        | 證交所第五屆公司治理評鑑，公司治理前5%之優良企業獎 | 獲獎 |
| 2019年8月  |        | 天下雜誌天下企業公民小巨人獎                       | 獲獎 |
| 2020年1月  |        | 讀者文摘第一屆台灣優秀服務金獎                     | 獲獎 |
| 2020年5月  |        | 證交所第六屆公司治理評鑑，公司治理前5%之優良企業獎 | 獲獎 |
| 2021年5月  |        | 證交所第七屆公司治理評鑑，公司治理前5%之優良企業獎 | 獲獎 |
| 2022年5月  |        | 證交所第八屆公司治理評鑑，公司治理前5%之優良企業獎 | 獲獎 |
| 2022年5月  |        | 天下雜誌天下企業公民小巨人獎                       | 獲獎 |

## 龍巖慈善基金會
成立於2001年7月，龍巖慈善基金會的主要經營方向為協助家境清寒的家庭提供義助殮葬服務、關懷銀髮族群、投注偏鄉教育與醫學人才培育等項目，並持續舉辦生命教育公益講座。

## 外部連結
- 龍巖股份有限公司 （页面存档备份，存于）
- 龍巖慈善基金會 （页面存档备份，存于）
- 龍巖-Talking Love的Facebook專頁
- 龍巖給生命的情書 （页面存档备份，存于）